# Румба, Альберт Христианович
Альберт Христианович Румба (3 октября 1892 — 10 июня 1962) — русский и латвийский офицер, подпоручик РИА, поручик армии Колчака, подполковник Латвийской армии, участник Первой мировой и Гражданской войны, латвийский и советский спортивный функционер, участник зимних Олимпийских игр 1924 года в Шамони и 1928 года в Санкт-Морице. Многократный чемпион и рекордсмен Латвии в скоростном беге на коньках. Президент Латвийского союза зимних видов спорта, член Международного союза конькобежцев (ISU), Кавалер ордена Трёх Звёзд — высшего ордена Латвии.

## Биография
Родился 3 октября (по старому стилю) 1892 года в крестьянской семье Лиелвирцавской волости Добленского уезда Курляндской губернии. Начальную школу окончил в 1906 году, после чего (с 1906 по 1913 годы) продолжал образование в Елгавском Реальном училище. В 1913 году поступил на химическое отделение Санкт-Петербургского политехнического института (ЦГИА СПб, Ф. 478, Оп. 3, Д. 5781). После начала Первой мировой войны добровольно вступил в Российскую армию, окончил ускоренный курс Константиновского артиллерийского училища. В 1915 году произведён в прапорщики. Службу проходил в частях зенитной и тяжелой артиллерии. Высшая должность — командир батареи, исполняющий дела Начальника Корпуса воздушной обороны Петрограда, подпоручик (1916 г.). Октябрьский переворот не принял. В 1918—1920 год участвовал в Гражданской войне, воевал в составе армии А. В. Колчака — старший офицер во 2-м отдельном тяжёлом артиллерийском дивизионе, командир батареи. В октябре 1920 года Альберт Румба вернулся в Латвию. С 1920 по октябрь 1940 года — офицер Латышских вооруженных сил. Высшее звание (с 1934 года) — подполковник.

## Спортивная карьера
Начал заниматься конькобежным спортом будучи учащимся Реального училища. Участвовал в соревнованиях в Елгаве и Риге, являлся чемпионом и рекордсменом Петроградского политехнического института (ЦГИА СПб, Ф. 478, Оп. 3, Д. 5781). 8 лет с 1924 по 1932 годы (за исключением 1925 г., когда первенство не проводилось) становился чемпионом Латвии в классическом многоборье (по сумме 4-х дистанций). Становился чемпионом Латвийских олимпиад 1928 и 1931 годов. Многократный рекордсмен Латвии по конькобежному спорту на различных дистанциях. Участник чемпионата Европу 1926 года (5-е место в многоборье) в Шамони (Франция). Занял 8-е место в многоборье на чемпионате мира 1927 года в Тампере (Финляндия) и 12-е на мировом первенстве 1928 года в Швейцарском Давосе.
В 1924 году принял участие в первых зимних Олимпийских играх в Шамони. Команду Латвии представляли всего два спортсмена, одним из которых и был А. Румба. Выступил на всех дистанциях от 500 до 10000 метров, что является большой редкостью. на 500 м занял 16 место, на 1500 м. — 10-е, на 5000 и 10000 метров — 11-е. что позволило ему стать 7-м в многоборье. На вторых зимних Олимпийских играх в 1928 году в Санкт-Морице (Швейцария) Румба был единственным спортсменом представлявшим Латвию. Естественно, он и нёс знамя своей страны на параде открытия. Выступил на трёх дистанциях. В возрасте 35-ти лет показал на 500 м. 16 результат, на 1500 м. — 14-й, на 5000 м. — 15-й.
Закончив карьеру действующего спортсмена, Альберт Румба проявил себя как незаурядный спортивный функционер — был председателем Латвийского союза зимних видов спорта, представителем конькобежцев Латвии на Олимпийских играх в Гармиш-Партенкирхене и на чемпионатах мира и Европы по конькобежному спорту. Руководил Латвийской делегации на Олимпиаде в Берлине. В 1939 году входил в оргкомитет по проведению чемпионата Европы по конькобежному спорту в Риге. Работал в Латвийском легкоатлетическом и футбольном союзе. С 1936 по 1940 год член Латвийского Олимпийского комитета. 30 лет работал в ISU (Международном союзе конькобежцев). После вхождения Латвии в состав СССР Альберт Румба работал в спортивных организациях Латвийской ССР. С 1944 по 1949 год — тренер и инструктор по подготовке спортсменов ЛССР.
25 марта 1949 года Артур Румба был депортирован в Амурскую область, затем в Северный Казахстан. Полностью реабилитирован 11 ноября 1955 года. Вернулся в Латвийскую ССР. Умер 10 июня 1962 года в Риге.

## Награды
- Орден Трёх Звёзд V степени (1929)
- Орден Трёх Звёзд IV степени (1935)
- Орден Виестура IV степени (1938)